# Playa de San Agustín
La playa de San Agustín se encuentra en la franja costera situada entre la zona de Las Puntillas, al este, y Punta de Las Burras, al oeste, en el sur de la isla de Gran Canaria, perteneciente al archipiélago canario, España. Esta playa es una de las integrantes de la zona turística conocida como ‘Maspalomas Costa Canaria’, en el municipio de San Bartolomé de Tirajana.

## Descripción

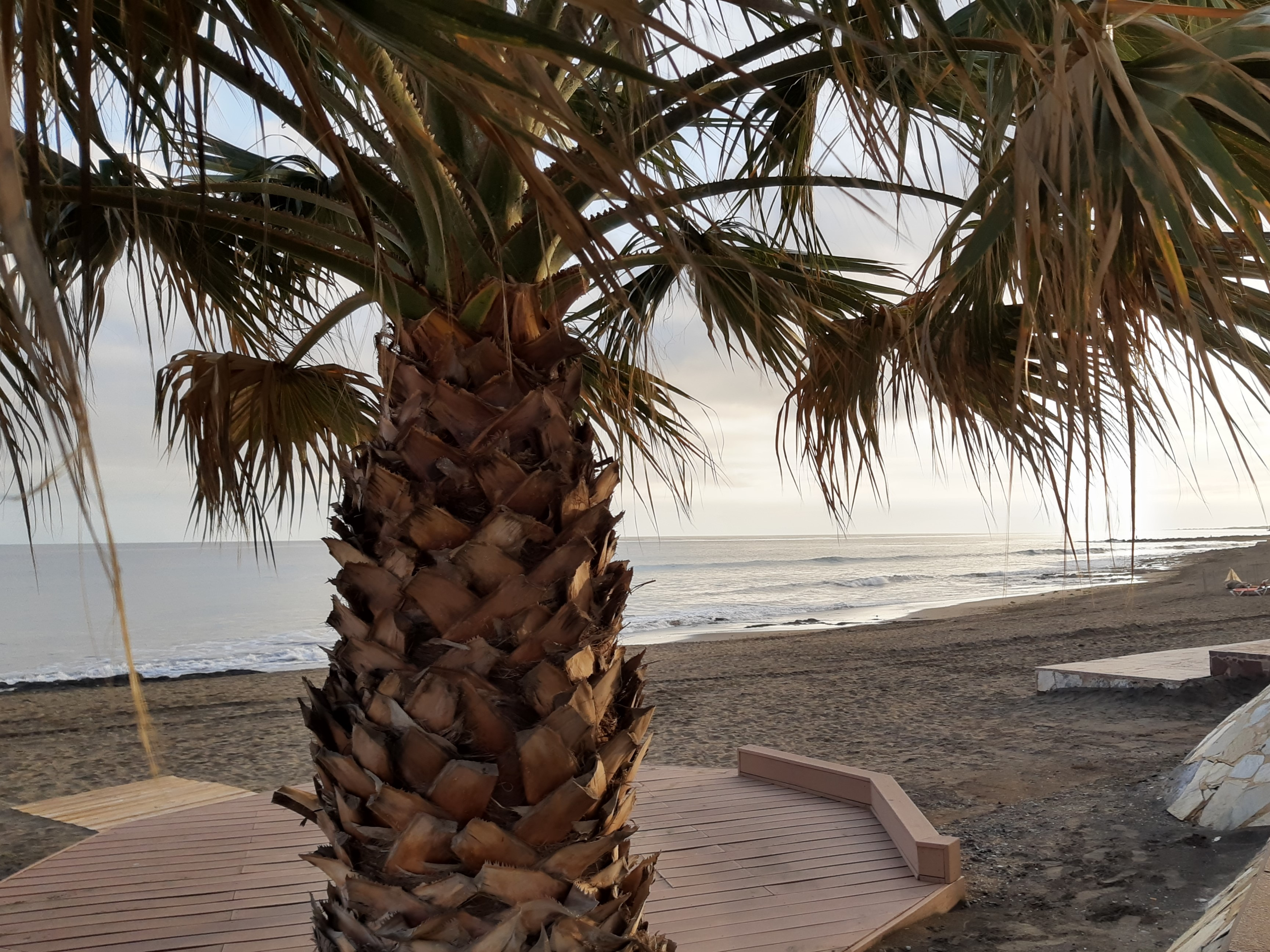
Vista de la playa al fondo

Fue en los terrenos colindantes a la playa de San Agustín donde comenzó a desarrollarse la primera urbanización turística de Gran Canaria, en el marco del proyecto ‘Maspalomas Costa Canaria’. Los trabajos comenzaron en octubre de 1962 con la ordenación de este litoral sur, lo que supuso el inicio del “boom” turístico en la isla. En 1965 se inaugura el primer alojamiento hotelero, el Hotel Folias, que hoy día sigue prestando servicios a turistas y residentes.
La urbanización turística de San Agustín cuenta con hoteles de cuatro y cinco estrellas de reconocido prestigio, apartamentos y complejos ajardinados de chalets, donde se alterna la población residencial con la ocupación turística.
La playa de San Agustín tiene una longitud de 670 metros y una anchura media de 50 metros. Su fina arena se combina con zonas de roca de naturaleza volcánica y sus aguas limpias son en general tranquilas y de escasa corriente, si bien en ocasiones puede presentar oleaje moderado. Esta playa urbana, que cuenta con bandera azul desde 1991, es visitada todo el año tanto por turistas como por familias locales, que encuentran aquí un lugar tranquilo donde descansar y relajarse en la arena o en sus hamacas con sombrilla o alquilar tablas de windsurf o balsas de pedal.
Como en otras zonas turísticas de Maspalomas, la principal actividad desarrollada en Playa de San Agustín antes del ‘boom’ turístico era la agricultura, principalmente el cultivo del tomate. Hoy día, la infraestructura alojativa de esta zona de litoral mantiene un alto ritmo de dinamismo, con la llegada de turistas, principalmente noreuropeos, que registran una estancia media superior a la media de la isla (8 días) y un grado de ocupación del 70 por ciento (2019).